# Rheasilvia

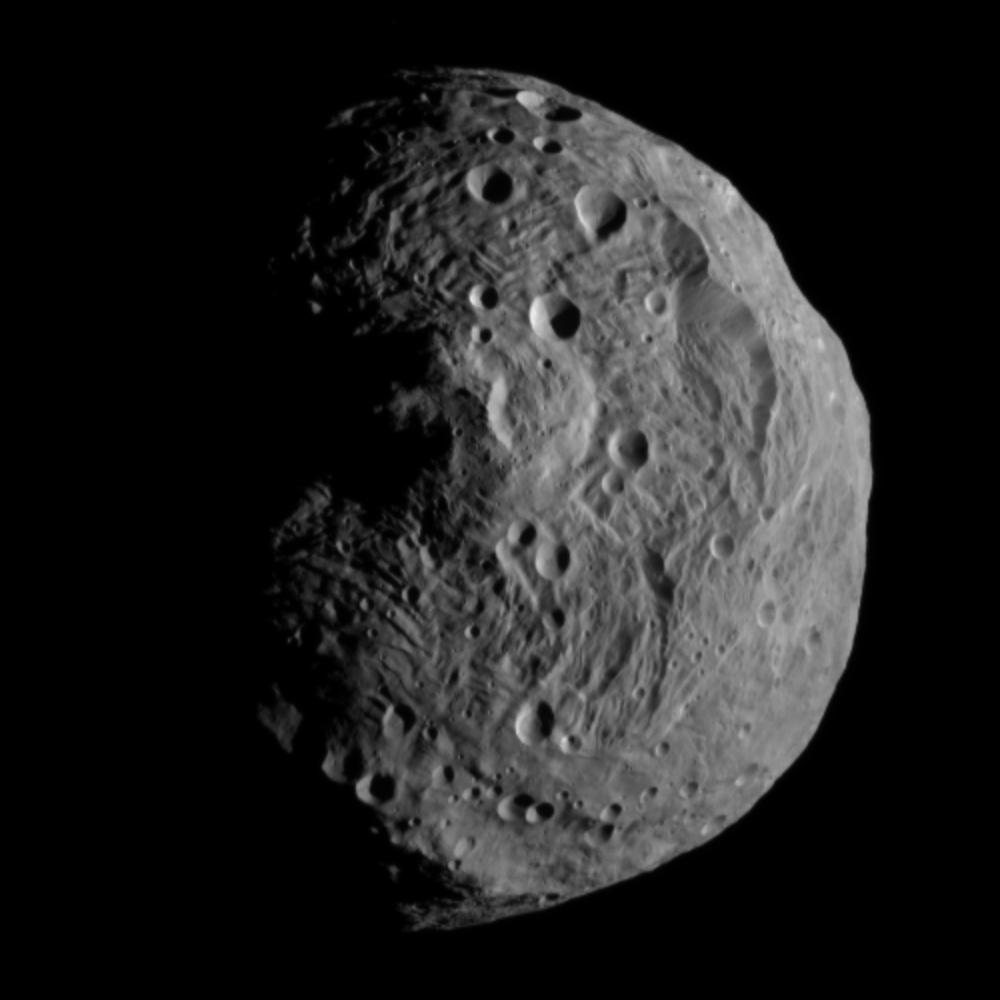
Hemisfério sul de Vesta, mostrando a cratera Rheasilvia.

Rheasilvia, é uma grande cratera de impacto sobre o protoplaneta 4 Vesta, e a característica mais notável deste corpo celeste. Ela foi descoberto pelo Telescópio Espacial Hubble em 1997, mas não recebeu o seu nome até a chegada da sonda espacial Dawn em 2011. Essa cratera foi nomeada em homenagem a Reia Sílvia, uma Vestal, que a mitologia considera a mãe de Rômulo e Remo.
Com cerca de 22 km de altura desde sua base, a montanha central de Rheasilvia é a mais alta montanha do Sistema Solar, superando por pouco o Monte Olimpo, em Marte, que durante 40 anos (1971 a 2011) foi considerado a montanha mais alta do Sistema Solar.

## Características
Com um diâmetro de 460 km é uma das maiores crateras no Sistema Solar, que cobre 80% do diâmetro de Vesta e a maior parte do seu hemisfério sul. Tem uma série de escarpas ao redor da maioria de seu perímetro em relação às alturas do terreno circundante entre 8 e 12 quilômetros e uma montanha central, com um diâmetro de cerca de 200 km e uma altura de 23 quilômetros a partir de sua base, o que o coloca entre os montanhas mais altas conhecidas; a cratera, pelo contrário, está a 13 quilômetros de profundidade em relação ao terreno circundante.
As análises espectroscópicas realizadas utilizando o Hubble, que detectaram vestígios de olivina, mostram que o impacto produzido em Rheasilvia conseguiu penetrar na crosta de Vesta até mesmo seu manto.
O equador de Vesta mostra uma série de círculos concêntricos a Rheasilvia acredita-se que foram causadas pelo impacto, e também espera-se detectar as antíteses da aparência peculiar da cratera causada pela sua formação; no entanto, não é possível verificar até o polo norte deste corpo celeste sair fora da escuridão em que está atualmente. Além do mais esta se sobrepõe a uma cratera ainda mais antiga de 375 quilômetros de diâmetro que a destruiu parcialmente.
Estimou-se que a formação de Rheasilvia expeliu ao espaço cerca de 1% da massa de Vesta e que tanto a família Vesta como os asteroides tipo V têm a sua origem neste evento; como os corpos de 10 km de tamanho conseguiram sobreviver até hoje sugere que o impacto ocorreu há vários milhares de milhões de anos.